# Oskar Tauschinski
Oskar Jan Tauschinski (ur. 1914 w Żabokrukach w Galicji, zm. 14 sierpnia 1993 w Wiedniu) – pisarz i poeta austriacki.
Wczesne dzieciństwo spędził w Wiedniu. Ukończył szkoły we Lwowie i w Gdańsku, a w 1933 jego rodzina osiadła na stałe w Wiedniu, gdzie ukończył Wyższą Szkołę Handlu Zagranicznego. Po zajęciu Austrii przez III Rzeszę wrócił do Polski. 
Jako polski obywatel brał udział w kampanii wrześniowej, walcząc po stronie polskiej. Został wzięty do niewoli, następnie zwolniony, powrócił do Wiednia. W 1944 był aresztowany przez gestapo. Mieszkał w Wiedniu, pracował w wydawnictwie publikującym literaturę dla młodzieży.
Dorobek pisarski Tauschinskiego jest duży i różnorodny — są to powieści, opowiadania, sztuki teatralne, poezja. Był również tłumaczem literatury polskiej na język niemiecki.
Tauschinski był laureatem nagród literackich: im. Kórnera (1955 i 1961), miasta Wiednia (1957), nagrody państwowej w dziedzinie literatury młodzieżowej (1957 i 1962) oraz nagrody SEC-u, którą otrzymał w 1977 w Polsce. Odznaczony został także medalem Zasłużony dla Kultury Polskiej. 
Autor współpracował z Towarzystwem Austriacko-Polskim w Wiedniu oraz z Towarzystwem Polsko-Austriackim w Warszawie. 

## Dzieła
- "Friede Ist Meine Botschaft. Bertha Suttners Leben und Werk"
- "Die geheimen Tapetentüren in Marlen Haushofers Prosa"
- "Wer ist diese Frau?" (1955)
- "Zwielichtige Geschichten" (1957)
- "Die Liebenden sind stärker. Ein Bertha Suttner-Roman" (1962)
- "Zwischen Wienfluss und Alserbach. Mariahilf, Neubau" (1968)
- "Der Jüngling im Baumstamm, Märchen und Volkssagen aus Polen" (1969)
- "Eine neue Phase in Marlen Haushofers Prosa" (1970)
- "Die Variation" (1973)
- "Die lyrische Autobiographie der Alma Johanna Koenig" (1973)
- "Gehorsamster Diener, Herr Autor! Gedanken über das Übersetzen von Gedichten" (1976)
- "Die bunten Flügel. Sieben Operngeschichten" (1979)
- "Der Eisstoss. Erzählungen aus den sieben verlorenen Jahren Österreichs" (1984)
- "Der Spiegel im Brunnen. Alte Geschichten, erzählt von denen, die sie selbst erlebt haben" (1985)
- "Sakrileg" (1990)
- "Kaddisch für eine Dichterin" (1992)